# Rajasthani

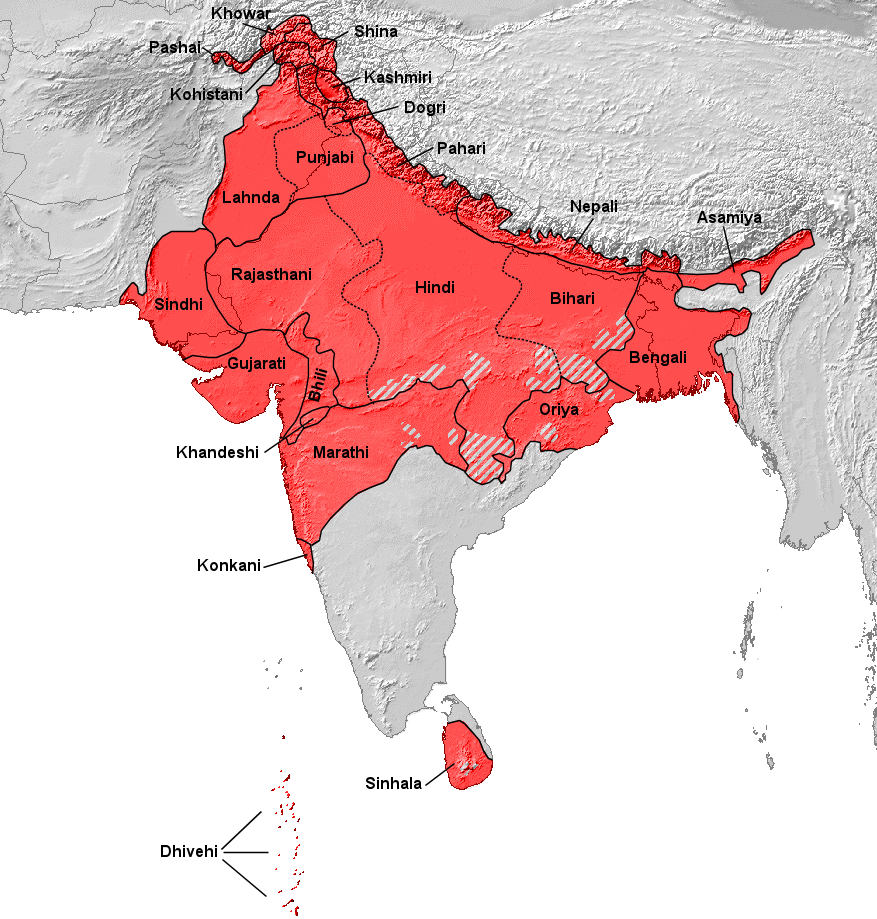
Gebieden waar Indo-Arische talen (waaronder het Rajasthani) worden gesproken

Rajasthani (राजस्थानी) is een taal of taalcluster die behoort tot de Indo-Arische talen. De taal wordt door ongeveer 80 miljoen mensen gesproken, voornamelijk in Rajasthan in India. Verder zijn er ook grote aantallen sprekers in andere deelstaten van India (Gujarat, Punjab en Haryana), in enkele provincies van Pakistan (Sindh en Punjab) en ook in de diaspora in West-Europa en Noord-Amerika.
Rajasthani is de officiële taal van de Indiase deelstaat Rajasthan.

## Classificatie, dialecten en status
Het Rajasthani wordt tot de centrale groep van de Indische talen gerekend, ook al zetten sommige taalkundigen het in een aparte Westelijke groep.
Het Rajasthani werd lang beschouwd als een westelijk dialect van het Hindi. Al vroeg in de twintigste eeuw waren er al linguïsten die de taal als een aparte taal zagen. Later kwamen de linguïsten overeen dat het Rajasthani eigenlijk een groep dialecten zijn  of zelfs een groep geografisch in elkaar overlopende en nauw aan elkaar verwante talen, waardoor het ook wel wordt gezien als een taalcluster.
De taal kent geen officiële standaardisatie en wordt gekenmerkt door een dialectcontinuüm met bijvoorbeeld het aangrenzende Gujarati, het Bhili en het Hindi. Het hoofddialect of de taal Marwari is het meest gesproken dialect of taal van het Rajasthani. De andere hoofddialecten of talen van het Rajasthani zijn  het Dhatki, Dhundari, Goaria, Godwari, Loarki, Merwari, Mewari, Shekhawati, Bagri, Gade Lohar, Gujari, Gurgula, Harauti, Lambadi, Malvi en Nimadi.
Ondanks dat het Rajasthani op staatsniveau wordt erkend als een officiële taal, wordt de taal op nationaal niveau echter nog steeds als een dialect van het Hindi gezien. Het gebrek aan standaardisatie kan hier als oorzaak van worden gezien. Er worden dan ook pogingen gedaan om het Rajasthani te standaardiseren.